# Style Jungle
Ne doit pas être confondu avec Jungle (musique).
Pour les articles homonymes, voir Style et Jungle (homonymie).
Le style Jungle ou effets Ellington (Jungle style, ou Jungle music, en anglais) est un style de jazz-jazz Nouvelle-Orléans-swing, créé vers 1926 par Duke Ellington et deux musiciens de son « Jungle big band jazz » le trompettiste Bubber Miley et  le tromboniste Joe Nanton. De nombreux enregistrements de ce style des « années Jungle » (années 1920 à la fin des années 1930) lui valent les débuts de ses succès et notoriété internationaux, avec pour premier enregistrement historique East St. Louis Toodle-Oo  de 1926...

## Histoire
Ce style de musique big band de l'Ère du Jazz, des débuts de carrière de Duke Ellington, évoque une jungle musicale humoristique  imaginaire des « années jungle », allégorie caricaturale des Années folles-Roaring Twenties (années vrombissantes, ou années rugissantes) des années 1920 et années 1930, où sont confrontés et imités les ambiances et bruits des grandes métropoles modernes (comme Washington D.C. ou New York ou vit Duke Ellington) et ceux d'une jungle musicale sauvage imaginaire,,... 

Duke Ellington et son orchestre big band jazz
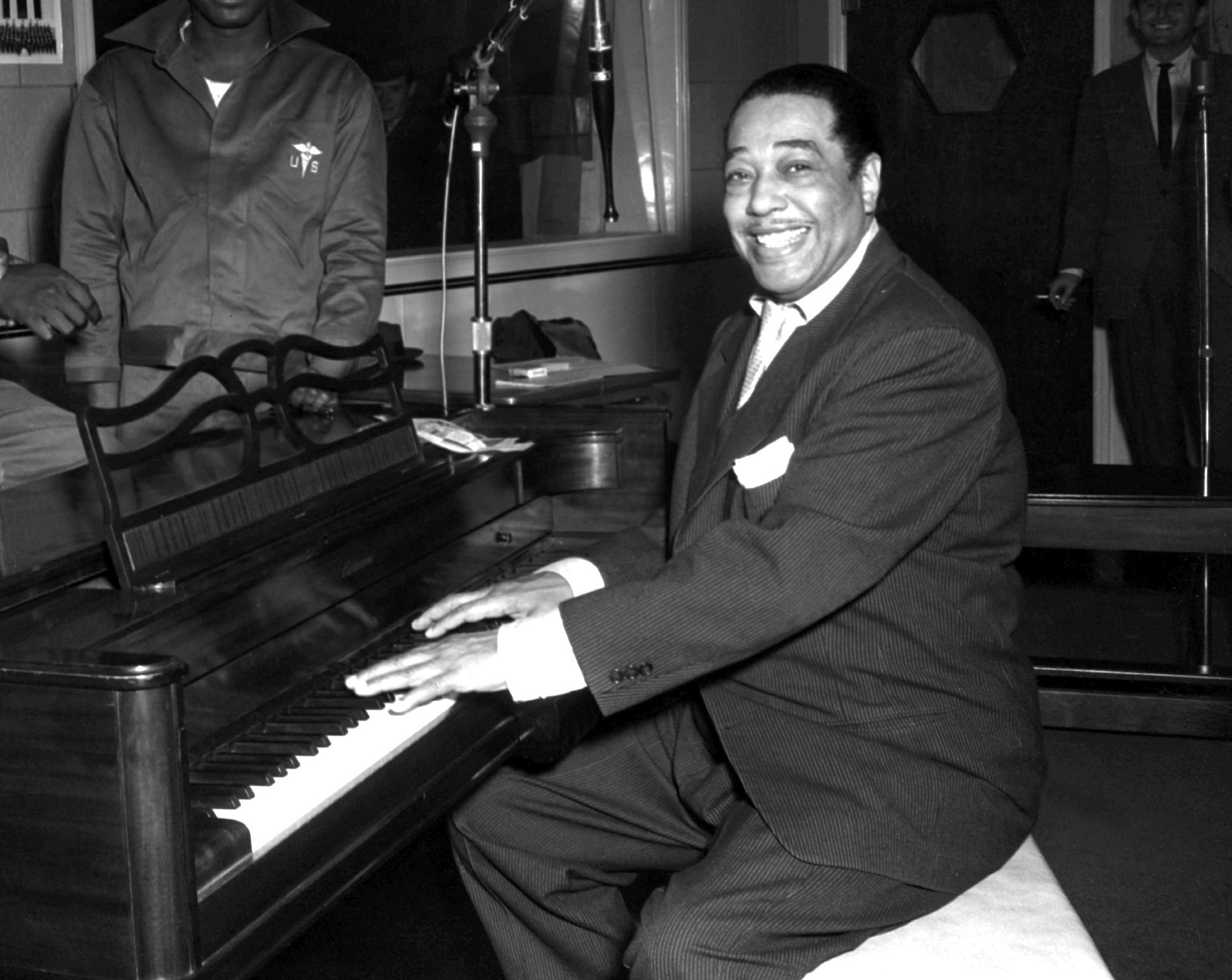
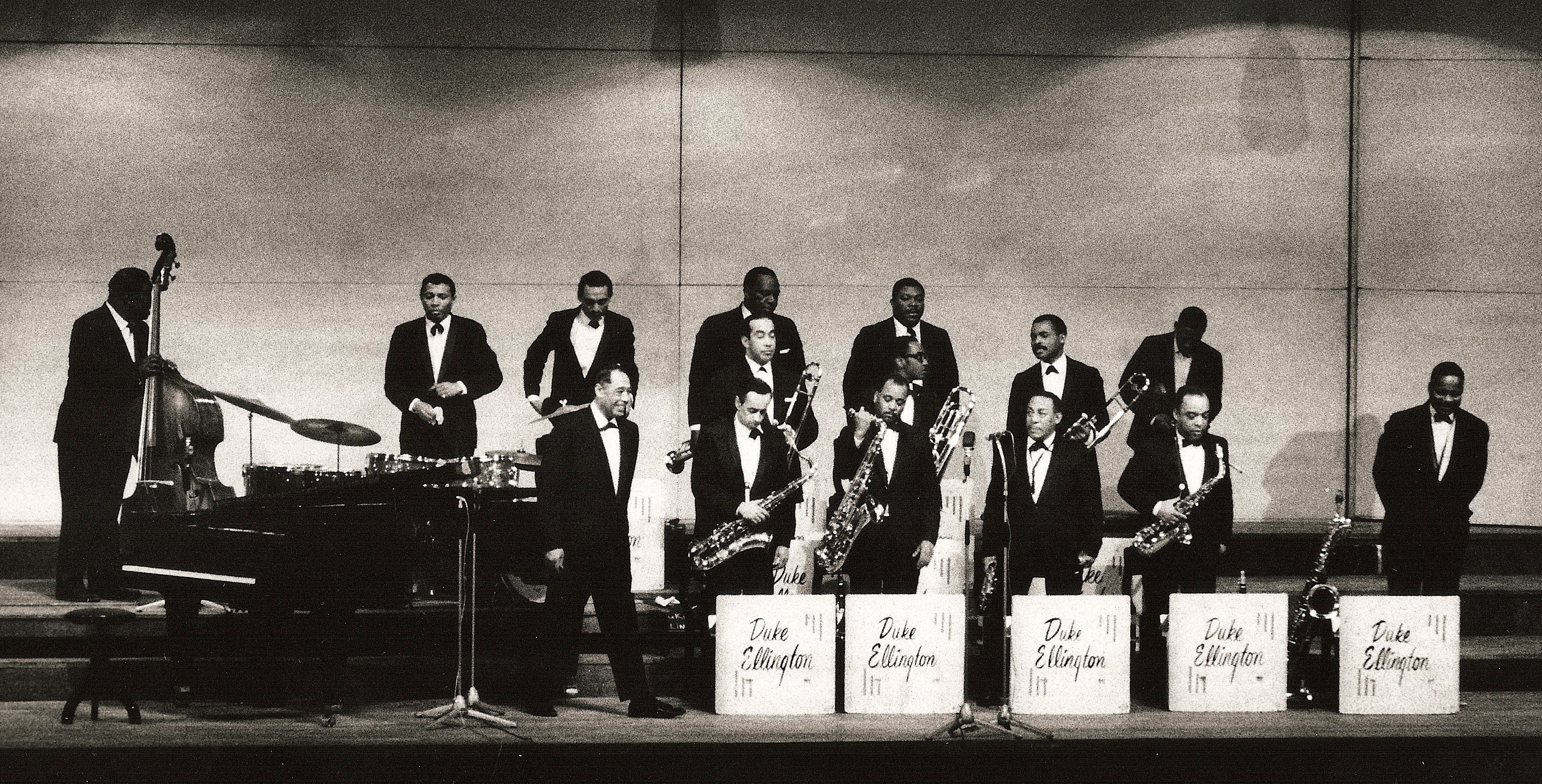
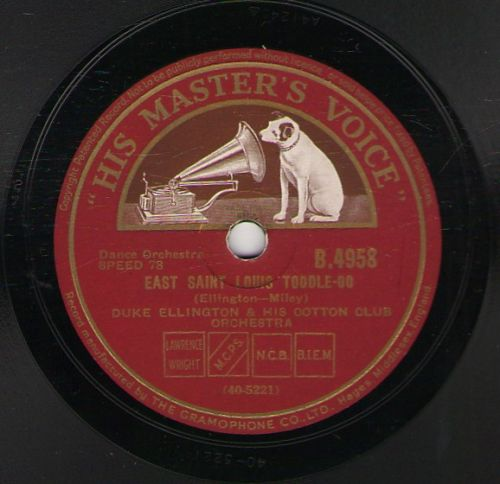

Inspiré entre autres par les effets de sourdines de jazz Nouvelle-Orléans-Early Jazz de King Oliver, ou du titre King of The Zulus de 1926 des débuts de carrière de Louis Armstrong, variante instrumentale du scat, cette ambiance de jungle  urbaine musicale sauvage imaginaire est obtenue par de nombreux effets sonores de jeux d’instruments, à base d'effets de déformations des sons, de subtilités ou de raucités agressives des cuivres, d’usages plus ou moins exubérant de sourdines « wa-wa », d'imitations de bruits de tam-tam, de vibrations, de growl, d'imitations de gémissements, de grognements, de vrombissements, feutrées, entraînants, frénétiques, nasillards, torturés, métalliques, ou voilés, saturés, grésillants, vibrants, envoûtants,,,... 
Une importante série de succès emblématiques de son répertoire de ses années Jungle, à base de ce style Jungle, assure à Duke Ellington une importante popularité et succès, en vedette de 1927 à 1931 au mythique Cotton Club de la Renaissance de Harlem de Manhattan à New York, en tournées, à la radio, aux sommets des charts américains, aux États-Unis, et dans le monde, avec entre autres East St. Louis Toodle-Oo (1927), Black and Tan Fantasy (1927), Black Beauty (1928), Jubilee Stomp (1928), Take It Easy (1928), Diga Diga Doo (1928), The Mooche (1928), I Must Have That Man (1928), Hot and Bothered (1928), Mood Indigo (1930), ou It Don't Mean a Thing (If It Ain't Got That Swing) (1931)... Ce style est repris ou inspire de nombreux big band jazz de l'époque, dont ceux de Dizzy Gillespie, Benny Goodman, ou Glenn Miller... 